# トリプルワン
株式会社トリプルワン（英: TRIPLEONE.inc）は、北海道札幌市に本拠を置く広告代理店・芸能事務所。

## 概要
北海道栗山町出身でユニバーサルミュージックにてプロダクトマネージャーを務めケロポンズやMs.OOJAなどを担当していた伊藤翔太が、脳腫瘍をきっかけとして故郷の北海道での独立を考え2017年に設立。主にタレントマネジメント・映像制作・広告代理業を行い、ワンストップでのテレビCM製作などを可能とした。
社名は伊藤の誕生日である11月1日に由来する。
2023年11月にはCOCONO SUSUKINO内にテレビ・ラジオスタジオ「MID.α STUDIO」を開設。自動車ディーラー「MID ALFA」が命名権を取得し、「共創型オープンラジオスタジオ」として主に道内民放各局が共同利用する形での公開放送のほか店内放送・インターネットラジオ等多目的な利用に対応する。

## 所属タレント
- 金子智也[2]
- HAMBURGER BOYS[2]
  - 山田雄太
  - 田村次郎
- しろっぷ
- 石岡美久
- 阿野洋介
- ちゃぼ
- アンジェラ佐藤
- 讃岐花笑（元ファイターズガール）
- 御田真司
- 華（タレント犬）

過去の所属タレント
- 畑中しんじろう
- ヒヌマフウフ（キャンプYouTuber）